# Ansonia muelleri
Espèce
Synonymes
- Bufo muelleri Boulenger, 1887

Statut de conservation UICN

 LC  : Préoccupation mineure
Ansonia muelleri est une espèce d'amphibiens de la famille des Bufonidae.

## Répartition
Cette espèce est endémique des Philippines. Elle se rencontre sur l'île de Mindanao et des îles Dinagat.

## Étymologie
Cette espèce est nommée en l'honneur de Fritz Müller (1834-1895).

## Publication originale
- Boulenger, 1887 : Descriptions of new reptiles and batrachians in the British Museum (Natural history), part III. Annals and Magazine of Natural History, ser. 5, vol. 20, p. 50-53 (texte intégral).